# Orosa (Palas de Rey)
Orosa (llamada oficialmente Santo André de Orosa) es una parroquia y una entidad de población española del municipio de Palas de Rey, en la provincia de Lugo, Galicia.

## Otras denominaciones
La parroquia también es conocida por el nombre de San Andrés de Orosa.

## Organización territorial
La parroquia está formada por seis entidades de población, constando tres de ellas en el nomenclátor del Instituto Nacional de Estadística español:
- A Costa
- Corral de Abaixo
- Corral de Riba (Corral de Arriba)
- Coto (O Coto)
- Cubela (A Covela)
- Orosa

## Demografía
La entidad de población de  Orosa no consta ni en las bases de datos del INE ni en las del IGE por lo que se desconocen los datos demográficos de la misma.

### Parroquia
| Gráfica de evolución demográfica de Orosa (parroquia) entre 2000 y 2022 |
|                                                                         |
| Datos según el nomenclátor publicado por el INE.                        |